# 第13936號行政命令
《香港正常化總統行政命令》（英語：The President’s Executive Order on Hong Kong Normalization），又稱《第13936號行政命令》（Executive Order 13936）是美國總統唐納·川普在2020年7月14日簽署的行政命令，是對香港實施的一系列制裁行動之一，行動的法律基礎來自《香港人權與民主法》及《香港自治法》。美國在2020年7月宣布中止執行《美國－香港政策法》，於8月7日對侵害人權及破壞香港自治的人士採取執法行動，通過把包括行政長官林鄭月娥在內的中港人士列入《特别指定國民和被封鎖人員》中，對其進行制裁。

## 歷史

### 政策背景
2019年6月香港發生反對逃犯條例修訂草案運動後，美國參眾兩院先後通過《香港人權與民主法》，並在2019年11月27日生效。翌年6月下旬《港區國安法》生效後，美國的《香港自治法》亦在7月14日生效。美國總統當勞·特朗普又在當日發出第13936號行政命令，對香港的政策及關係將正常化至與中國大陸看齊，並準備制裁破壞香港自治的中港官員。

### 俞懷松透露潛在制裁名單
2019年12月，美國共和黨海外事務組織副主席俞懷松列出了首批將會被制裁的「香港六人幫」名單，林鄭月娥亦在其中。首批將會被制裁的六人為林鄭月娥、鄭若驊、李家超、盧偉聰、鄧炳強和葉劉淑儀。

## 行政命令內容
行政命令下令執行以下措施：
- 出口管制：
  - 撤銷所有於《美國出口管制條例》下適用於香港但不適用於中華人民共和國的許可
  - 停止按照《武器出口管制法》向香港出口「美國來源防務設備」（U.S.-origin defense equipment）
- 制裁
指示國務卿或財政部長向以下外國人士實施制裁：
  - 制定或執行《港區國安法》的人員
  - 於香港涉及破壞民主或香港自治、落實審查措施或嚴重侵犯人權等行為的人員
  - 參與上述行為的政府或私人機構的領導人
- 執法
向香港送達以下意向通知：
  - 暫停美國-香港引渡協議
  - 終止美國-香港移交被判刑人協議
  - 停止於國際執法學院向香港警察提供訓練
- 入境與移民
就以下目的，香港將視為中華人民共和國的一部分：
  - 《1990年移民法》下按國家分配的移民額度
  - 《1952年移民與國籍法》下的非移民簽證有效期
  - 多元化移民簽證制度（一般稱為綠卡抽獎）
  - 關島和北馬里亞納群島免簽證計劃（同時適用於香港護照及英國國民（海外）護照的持有人）
- 其他：
  - 於美國海外投資委員會年度報告中，香港將被視為中華人民共和國的一部分
  - 給予暫停執行一項與船運業務相關的入息稅寬免雙邊協議的意向通知
  - 停止與香港及中華人民共和國的富百勵交換計劃
  - 停止美國地質調查局與香港中文大學太空與地球信息科學研究所的合作計劃

## 執行制裁

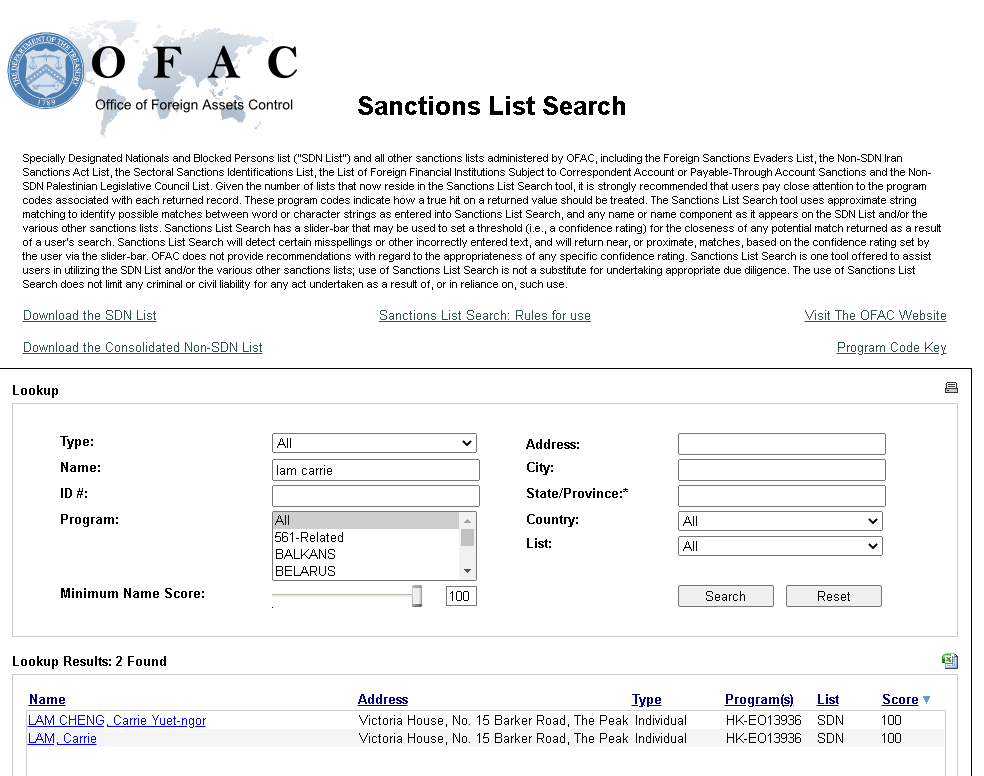
林鄭月娥名字在OFAC制裁名單（即SDN名單）中的搜尋結果

2020年8月7日，美國財政部宣佈已採取行動依法制裁11名侵犯人權及損害香港自治的中港官員，包括林鄭月娥、鄭若驊、李家超、鄧炳強、盧偉聰、曾國衞、陳國基、夏寶龍、張曉明、駱惠寧、鄭雁雄等被外國資產控制辦公室列入專門打擊恐怖份子及國際毒梟的制裁名單（SDN List）。在中非共和國犯下多起強姦與殺戮罪行的軍閥布·西迪·蘇萊曼亦於當日被列入相同制裁名單，並發布該等人士的個人資料以供識別及執行制裁。美國財政部譴責林鄭月娥在2019年試圖通過逃犯條例修訂以及在2020年中推動《香港國安法》中扮演關鍵角色，「施行北京打壓自由和民主程序的政策」。
美国财政部长史蒂芬·梅努欽声明：“美国永远与香港人民站在一起，我们会利用我们的工具和权力，打击該等损害香港自治权之人士”。
2020年8月11日，美國國土安全部的公告表示，香港出口至美國的商品禁止標籤為「香港製造」（Made in Hong Kong），必須標籤為「中國製造」（Made in China）。9月25日正式生效。
2020年8月19日，美国國務院发言人摩根·奧塔格斯聲明：「已通知香港，並暫停或終止美国與香港3項雙邊協議，包括罪犯引渡移交協議、轉移被判刑者以及國際船運所得收入雙重課稅寬免」。美国國務卿蓬佩奧表示中国選擇壓制香港人自由與自治，所以暫停或終止美国與香港該3項雙邊協議。
2020年11月9日，美國財政部宣佈有4名中港人士因為威脅香港和平、安全及自治，而被加入執行制裁的名單。
2020年12月7日，美國財政部因中華人民共和國政府褫奪多名香港立法會議員候選人的資格，宣佈制裁包括副國級的中共中央政治局委員王晨在內的第十三屆全國人民代表大會常務委員會副委員長全數共14人。
2021年1月15日，美國財政部因香港警方拘捕55名泛民派初選人士，宣佈制裁6名與大搜捕行動有關的人士，包括警務處高級助理處長兼國安處處長蔡展鵬、警務處助理處長（國家安全）江學禮、警務處助理處長（國家安全）簡啟恩；中央駐港國安公署副署長孫青野；全國人大常委譚耀宗和副国级的中共中央书记处书记、中央統戰部部長尤權。
2021年3月17日，美国国务院宣布对24名中港官员实施金融制裁。
2021年7月7日，美國總統拜登延長本行政命令一年，於2021年7月14日後繼續生效。之后于2022年7月11日、2023年7月11日和2024年7月12日再度延长本行政命令一年。
2021年7月16日，美国财政部宣佈對香港中聯辦副主任陈冬、何靖、卢新宁、仇鸿、谭铁牛、杨建平与尹宗华實施制裁。
2025年3月31日，美國國務院宣布對林定國、蕭澤頤、區志光、趙詠蘭、王忠巡、董經緯實施制裁。

### 被制裁人士名單
| 姓名            | 受制裁的官職 | 制裁日期（根據第13936號行政命令） | 制裁日期（根據香港自治法） | 備注   |
| --------------- | --- | --------------------------------- | -------------------------- | ------ |
| 林鄭月娥        | 香港特別行政區行政長官（2017年7月－2022年6月） | 2020年8月7日                      | 2020年10月15日             | [ 6 ]  |
| 李家超          | 保安局局長（2017年7月－2021年6月） 政務司司長（2021年6月－2022年4月） 香港特別行政區行政長官（2022年7月－）                                                                                   | 2020年8月7日                      | 2020年10月15日             | [ 6 ]  |
| 鄭若驊          | 律政司司長（2018年1月－2022年6月） | 2020年8月7日                      | 2020年10月15日             | [ 6 ]  |
| 曾國衞          | 政制及內地事務局局長（2020年4月－） 入境事務處處長（2016年4月－2020年4月） | 2020年8月7日                      | 2020年10月15日             | [ 6 ]  |
| 盧偉聰          | 香港警務處處長（2015年5月－2019年11月） | 2020年8月7日                      | 不適用                     | [ 6 ]  |
| 鄧炳強          | 警務處處長（2019年11月－2021年6月） 保安局局長（2021年6月－） | 2020年8月7日                      | 2020年10月15日             | [ 6 ]  |
| 陳國基          | 香港特別行政區行政長官辦公室主任（2017年7月－2022年6月） 香港特別行政區維護國家安全委員會秘書長（2020年7月－2022年8月） 政務司司長（2022年7月－）                                             | 2020年8月7日                      | 2020年10月15日             | [ 6 ]  |
| 夏寶龍          | 國務院港澳事務辦公室主任（2020年2月－） | 2020年8月7日                      | 2020年10月15日             | [ 6 ]  |
| 張曉明          | 國務院港澳事務辦公室主任（2017年9月22日－2020年2月） 國務院港澳事務辦公室副主任（2020年2月－2022年6月） 中国人民政治协商会议全国委员会副秘书长（2022年6月－2024年3月）                        | 2020年8月7日                      | 2020年10月15日             | [ 6 ]  |
| 駱惠寧          | 中央人民政府駐香港特別行政區聯絡辦公室主任（2020年1月－2023年1月） | 2020年8月7日                      | 2020年10月15日             | [ 6 ]  |
| 鄭雁雄          | 中央人民政府駐香港特别行政區維護國家安全公署署長（2020年7月－2023年1月） 中央人民政府駐香港特別行政區聯絡辦公室主任（2023年1月－2025年5月） 全國人大教育科學文化衛生委員會副主任（2025年6月） | 2020年8月7日                      | 2020年10月15日             | [ 6 ]  |
| 鄧中華          | 國務院港澳事務辦公室副主任（2018年12月－2022年3月） 中国人民政治协商会议全国委员会港澳台侨委员会副主任（2023年3月－） 全國港澳研究會會長                                                      | 2020年11月9日                     | 2021年3月17日              | [ 17 ] |
| 李江舟          | 中央駐港國安公署副署長（2020年7月－） | 2020年11月9日                     | 2021年3月17日              | [ 17 ] |
| 劉賜蕙          | 香港警務處副處長（國家安全）（2020年7月－2023年4月） 香港特別行政區維護國家安全委員會執行長（2023年8月－）                                                                                    | 2020年11月9日                     | 2021年3月17日              | [ 17 ] |
| 李桂華          | 香港警務處國家安全處高級警司（2020年7月－2023年5月） 香港警務處國家安全處總警司（2023年5月－）                                                                                                | 2020年11月9日                     | 2021年3月17日              | [ 17 ] |
| 王晨            | 全國人民代表大會常務委員會副委員長（2013年3月－2023年3月） | 2020年12月7日                     | 2021年3月17日              | [ 18 ] |
| 曹建明          | 全國人民代表大會常務委員會副委員長（2013年3月－2023年3月） | 2020年12月7日                     | 2021年3月17日              | [ 18 ] |
| 張春賢          | 全國人民代表大會常務委員會副委員長（2013年3月－2023年3月） | 2020年12月7日                     | 2021年3月17日              | [ 18 ] |
| 沈躍躍          | 全國人民代表大會常務委員會副委員長（2013年3月－2023年3月） 中国人民政治协商会议全国委员会副主席（2023年3月－）                                                                                | 2020年12月7日                     | 2021年3月17日              | [ 18 ] |
| 吉炳軒          | 全國人民代表大會常務委員會副委員長（2018年3月－2023年3月） | 2020年12月7日                     | 2021年3月17日              | [ 18 ] |
| 艾力更·依明巴海 | 全國人民代表大會常務委員會副委員長（2018年3月－2023年3月） | 2020年12月7日                     | 2021年3月17日              | [ 18 ] |
| 萬鄂湘          | 全國人民代表大會常務委員會副委員長（2018年3月－2023年3月） | 2020年12月7日                     | 2021年3月17日              | [ 18 ] |
| 陳竺            | 全國人民代表大會常務委員會副委員長（2018年3月－2023年3月） | 2020年12月7日                     | 2021年3月17日              | [ 18 ] |
| 王東明          | 全國人民代表大會常務委員會副委員長（2018年3月－） | 2020年12月7日                     | 2021年3月17日              | [ 18 ] |
| 白瑪赤林        | 全國人民代表大會常務委員會副委員長（2018年3月－2023年3月） | 2020年12月7日                     | 2021年3月17日              | [ 18 ] |
| 丁仲禮          | 全國人民代表大會常務委員會副委員長（2018年3月－） | 2020年12月7日                     | 2021年3月17日              | [ 18 ] |
| 郝明金          | 全國人民代表大會常務委員會副委員長（2018年3月－） | 2020年12月7日                     | 2021年3月17日              | [ 18 ] |
| 蔡達峰          | 全國人民代表大會常務委員會副委員長（2018年3月－） | 2020年12月7日                     | 2021年3月17日              | [ 18 ] |
| 武維華          | 全國人民代表大會常務委員會副委員長（2018年3月－） | 2020年12月7日                     | 2021年3月17日              | [ 18 ] |
| 譚耀宗          | 全國人民代表大會常務委員會委員暨港區人大代表（2018年3月－2023年3月） 全國港澳研究會副會長 | 2021年1月15日                     | 2021年3月17日              | [ 20 ] |
| 孫青野          | 中央駐港國安公署副署長（2020年7月－） | 2021年1月15日                     | 2021年3月17日              | [ 20 ] |
| 尤權            | 中共中央統戰部部長、中央港澳工作领导小组副組長（2017年11月－2022年10月） | 2021年1月15日                     | 2021年3月17日              | [ 20 ] |
| 蔡展鵬          | 香港警務處國家安全處處長（2020年7月－2021年8月） 香港警务处高级助理处长（人事及训练处）（2021年8月－）                                                                                        | 2021年1月15日                     | 2021年3月17日              | [ 20 ] |
| 簡啟恩          | 警務處國家安全處助理處長（國家安全1）（2020年7月－2021年12月） 警務處國家安全處處長（2021年12月－2023年5月） 香港警務處副處長（國家安全）（2023年5月－）                                      | 2021年1月15日                     | 2021年3月17日              | [ 20 ] |
| 江學禮          | 警務處國家安全處助理處長（2020年7月－2023年5月） 香港警務處國家安全處處長（2023年5月－） | 2021年1月15日                     | 2021年3月17日              | [ 20 ] |
| 陳冬            | 中央人民政府駐香港特別行政區聯絡辦公室副主任（2017年2月－2023年7月） 福建省人大常委会副主任（2024年1月－）                                                                                    | 2021年7月16日                     | 2021年12月20日             | [ 28 ] |
| 何靖            | 中央人民政府駐香港特別行政區聯絡辦公室副主任（2017年8月－） | 2021年7月16日                     | 2021年12月20日             | [ 28 ] |
| 盧新寧          | 中央人民政府駐香港特別行政區聯絡辦公室副主任（2019年3月－2024年8月） 中国共产党广西壮族自治区委员会常委、广西壮族自治区人民政府副主席（2024年8月－）                                          | 2021年7月16日                     | 2021年12月20日             | [ 28 ] |
| 譚鐵牛          | 中央人民政府駐香港特別行政區聯絡辦公室副主任（2016年12月－2022年9月） 南京大学党委书记（2022年9月－）                                                                                         | 2021年7月16日                     | 2021年12月20日             | [ 28 ] |
| 尹宗華          | 中央人民政府駐香港特別行政區聯絡辦公室副主任（2021年3月－） | 2021年7月16日                     | 2021年12月20日             | [ 28 ] |
| 仇鴻            | 中央人民政府駐香港特別行政區聯絡辦公室副主任（2014年8月－2021年7月） 中国人民政治协商会议全国委员会港澳台侨委员会副主任（2023年3月－）                                                        | 2021年7月16日                     | 不適用                     | [ 28 ] |
| 楊建平          | 中央人民政府駐香港特別行政區聯絡辦公室副主任（2012年2月－2021年7月） | 2021年7月16日                     | 不適用                     | [ 28 ] |
| 林定國          | 律政司司長（2022年7月－） | 2025年3月31日                     | 不適用                     | [ 29 ] |
| 蕭澤頤          | 警務處處長（2021年6月－2025年4月） | 2025年3月31日                     | 不適用                     | [ 29 ] |
| 區志光          | 香港特別行政區維護國家安全委員會秘書長（2022年8月－） | 2025年3月31日                     | 不適用                     | [ 29 ] |
| 趙詠蘭          | 警務處國家安全處助理處長（國家安全1）（2022年1月－） | 2025年3月31日                     | 不適用                     | [ 29 ] |
| 王忠巡          | 警務處國家安全處助理處長（國家安全2）（2023年4月－） | 2025年3月31日                     | 不適用                     | [ 29 ] |
| 董經緯          | 中央人民政府駐香港特别行政區維護國家安全公署署長（2023年1月－） | 2025年3月31日                     | 不適用                     | [ 29 ] |

## 各界反應

### 被制裁者
骆惠宁認為自己被列入制裁名单恰好说明“自己为国家，为香港做了自己应该做的事情”。並表示：“我也可以向特朗普先生寄去100美元，以供其冻结之用”。
2020年8月，林郑月娥表示自己的美国签证將在2026年到期。由于她并不向往美国，“看来也可主动注销了”。
2020年11月27日，林鄭月娥在發表《施政報告》後接受香港國際財經台《Talk The Walk》訪問時，被問到遭美國政府制裁後有否帶來不便，她表示因為美国对香港的制裁，要停用銀行戶口，政府用現金出糧給她，「坐在你面前的香港特首，是沒有銀行提供到服務給她，我是每天使用現金，買所有東西，我有大量現金在家，因為政府支薪給我是用現金，我沒有銀行戶口」。她还表示，她因為維護國家安全而受制裁是榮幸。

### 中華人民共和國中央政府
國務院港澳事務辦公室称：美國全力攻击抹黑《香港版國安法》，美國针对制裁中國和香港政府官员，是赤裸裸霸权主义行为，对国际法和国际关系的粗暴践踏，“蛮横，无理，无耻，必将永远钉在历史的耻辱柱上”。
外交部駐港特派員公署称：美國诋毁《香港版國安法》，制裁中國和香港政府官员行为充分暴露其“不愿别人安装防盗门”阴暗心理，暴露其践踏国际法原则和国际关系基本原理的蛮横霸道，戳穿其“维护香港繁荣稳定”伪善谎言。
外交部发言人华春莹发表谈话称，中国政府和人民对美方「蛮横无理、疯狂恶劣」的行径表示强烈愤慨，予以强烈谴责，並敦促美國「不要在危險和錯誤的道路上越走越遠」，揚言中國「將採取1949年新中國成立以來，最堅決有力的反制」。。

### 香港

#### 香港政府
特區政府于8日发表声明回应：「強烈批評美國制裁香港行動，並全力支持中央政府採取反制措施」。发言人指：「美國制裁香港行动，是对中国内政的公然野蛮干涉，故意公开披露香港特區政府官员个人资料行为，是极恶劣的國家級行为，严重侵犯私隐和人身安全，会保留采取法律行动权利」。
個人資料私隱專員公署表示，過度披露個人資訊可能导致当事人个人资料被盗用，並呼籲不要不当使用和转载有关个人资料，否则可能会违反《香港個人資料私隱條例》规定，构成刑事罪行。但承認公署無權禁止美國政府於聯邦政府公報上公佈個人資料。
政務司司長張建宗表示：美國制裁香港行动違反《國際法》及和平共處五項原則，而且阻擋香港長期繁榮。
財政司司長陈茂波表示：美國公开披露香港特區官員的個人資料，做法反映其「自以为是，逆我者亡的霸凌思维」，惟業界及社評指出商務及經濟發展局過往在其網站發放國際制裁名單時亦公開被制裁者的姓名、國籍、護照號碼等個人資料，顯示這是國際慣常做法，連政府自己也有如此做。
金融管理局表示：美國制裁香港行动，在香港沒有任何法律效力，並通知金融機構在評估是否向被制裁人士提供服務時，應考慮「公平對待客戶」原則。
證監會表示：中介人應該謹慎評估可能面對任何法律，業務和商業風險。

#### 香港民主派
民主黨立法會議員涂謹申指出：相關被美國制裁的中國和香港政府官員早已預料，對於政府批評美國公開受制裁官員個人資料，他說這是制裁行動的一貫做法，與美國過往做法一致，避免有人同名同姓，讓銀行可以按個人資料去執行，並相信美國制裁措施陸續有來，惟他仍期望北京政府能亡羊補牢，履行《中英聯合聲明》及《香港基本法》承諾，賦予香港高度自治權利和香港真普選權利。
香港众志前秘書長黃之鋒認為，美國行動是為回應北京政府對香港一連串打壓，包括無視香港法律體制、單方面強行落實《香港版國安法》、取消香港民主派人士參選立法會議員資格、通緝逮捕在海外的香港民主運動人士等。並相信行動引起骨牌效應，其他國家可能會陸續跟進。黃之鋒又稱：「不單單只有特首林鄭月娥全家有英國國籍，港府內竟還有至少10名司長、局長及行會成員不是其直系親屬有外國國籍，就是自己或配偶在英國、美國、加拿大等國持有海外物業。其中包括律政司司長鄭若驊、財政司司長陳茂波、保安局局長李家超等人。」黃之鋒其後以《支持香港官員拋售海外物業及其家屬放棄外國國籍》為標題公開呼籲：「被美国制裁的11名中國和香港政府官員及家屬，必需主動拋售外國資產和放棄外國國籍，以表示完全效忠中國。既然香港特区官员反对制裁……反制西方制裁的第一步，就是抛售海外物业及安排家人放弃外国籍，那个官员不愿意，就是不效忠国家，向外国示好的表现！」
香港众志前主席罗冠聪指出：美國制裁香港最有效之處，是美国拥有极大酌情权利，令到個人、企业及交易伙伴面臨違反制裁令所須承擔的風險，而选择避险或拒绝向被制裁人士提供服务。美国制裁名单仍有好大擴展空間，预计中美关系恶化势必会引发更多制裁措施，“有幸逃过一劫的香港特區政府官員和警察要提心吊胆了”。
香港民主委员会总监朱牧民表示：美国制裁香港，“意味著林郑月娥與独裁者、恐怖份子、纳粹主義份子同被列入《特別指定國民和被封鎖人員》”，体现出該等中國和香港政府官員“盲目服從不会没有后果”。

## 中華人民共和國政府的反制措施

### 2020年
8月10日，中華人民共和國公布对等制裁措施，对美国國會議員馬可·魯比歐、泰德·克魯茲、約什·霍利、汤姆·科顿、帕特·圖米、克里斯·史密斯、美国国家民主基金会主席卡尔·格什曼、美國國際事務全國民主研究所主席米德伟、美國国际共和学会主席丹尼尔·特温宁（Daniel Twining）、美國人权观察執行董事肯尼斯·罗斯以及美國自由之家主席迈克尔·阿布拉莫维茨（Michael J. Abramowitz）等11人实施制裁。
當中的三位美国國會議員，泰德·克魯茲、馬可·魯比歐以及克里斯·史密斯，之前已因干涉新疆維吾爾自治區政治及新疆再教育營等議題，被中華人民共和國制裁。克魯茲回應表示：「真掃興，我原本打算去完伊朗後，緊接著要帶家人去中國過暑假的」。接着稱中華人民共和國當局被「嚇壞了，所以在大發脾氣」。克魯茲又批評中共將超過100萬名維吾爾族人關在集中營，採取強迫墮胎及絕育等「種族清洗」作為。他強調：「我才不打算到隱瞞疫情、危害全球數百萬條人命的威權政體的所在地旅行。」
11月30日，中華人民共和國外交部發言人華春瑩在例行记者会上宣布，中方將再制裁「在涉港問題上表現惡劣」的4名非政府组织人士，分別來自美國國家民主基金會亞洲事務高級主任約翰·克瑙斯（John Knaus），美國國際事務民主協會亞洲項目負責人阿南德（Manpreet Anand）、香港分部主管羅薩里奧（Crystal Rosario）和項目主任薛德敖（Kelvin Sit）。美國國際事務民主協會在2020年4月曾發表報告，促請香港政府就反修例事件成立獨立調查委員會，調查警方濫用武力的指控。而美國國家民主基金會则已于2019年被中方制裁。
12月10日，外交部发言人华春莹宣布，中方决定对在涉港问题上表现恶劣、负有主要责任的美国行政部门官员、国会人员、非政府组织人员及其直系亲属实施对等制裁，同时决定取消美方持外交护照人员临时访问香港、澳门免签待遇。

### 2021年
1月18日，中国外交部發言人華春瑩表示，作为美國財政部因香港警方拘捕55名泛民人士制裁6名中港官员的反制措施，中方已經決定對在涉港問題上“表現惡劣、負有主要責任”的美國行政部門官員、國會人員、非政府組織人員及其直系親屬實施對等制裁。
1月21日，中國外交部宣佈制裁28名美國人。當中包括特朗普政府時期官員。
3月17日，中国外交部发言人赵立坚表示，已对此前实施旅行限制的14名中方官员进一步施加金融制裁采取必要的反制措施。
7月23日，中国外交部宣布，对美国前商务部长威尔伯·罗斯、美国国会美中经济暨安全检讨委员会主席卡罗琳·巴塞洛缪、国会—行政部门中国委员会前办公室主任乔纳森·斯迪沃斯、美国国际事务全国民主研究所金度允、美国国际共和研究所在港授权代表亚当·金、人权观察中国部主任索菲·理查森，以及香港民主委员会实施制裁，反制美国此前向香港发出商业警告，并制裁中联办官员。这是《中华人民共和国反外国制裁法》实施以来首次引用该部法律实施制裁行动。

## 影響

### 銀行戶口及信用卡
任何與美國有業務營運或與美國有交易關係的企業，皆受相關條款管轄並需協助制裁SDN名單上的人物，不能與SDN通緝犯有任何交易，否則會遭受二級制裁。因此SDN名單上的通緝犯，除了美國資產會被凍結外，其海外及本地銀行及信用卡服務亦極可能會被取消。此外，被制裁者的美元戶口將會被封，以及禁用網上銀行。即使港元交易，亦會被專人逐筆檢查。
截止2020年8月10日，已有匯豐、渣打、星展等國際銀行陸續發聲明表示將配合美國制裁林鄭月娥等人，林鄭亦透露她使用信用卡時受阻。
2020年8月12日，彭博報導，開始有中資銀行執行美國的制裁令，暫停為被制裁的林鄭等11名中港官員開新戶。
2020年11月27日林鄭月娥接受香港國際財經台《Talk The Walk》專訪時被記者問到，她在遭美國政府制裁後是否有帶來不便。林鄭月娥透露指，因受美國制裁，要停用銀行賬戶，港府用現金出糧給她，並稱有成堆的現金在家。不過，她說因為維護國家安全而受制裁是榮幸。

### 與美國企業的任何交易
2020年9月26日，美國財政部公布制裁令的細節。制裁文件指出，美國人不得跟受制裁人士掌管的部門進行交易，包括禁止美國人買賣被制裁中港官員的財產或其財產中的權益，及被制裁官員直接或間接擁有50%或以上權益的實體。美國人雖然可在制裁對象沒有直接或間接參與下繼續與香港特區政府往來，但在沒有授權或豁免下，美國人應謹慎對待，不得直接或間接與受制裁人士主管的港府部門進行交易，例如跟被制裁人士簽訂合同或談判，也不得與被裁人士的代表進行直接或間接的交易。
國際關係學者沈旭暉曾對此舉例，相信即包括不能向被制裁者出售「開心樂園餐」、iPhone也不能享有原廠維修服務。沈旭暉進一步舉例指，2017年車臣總統拉姆赞·卡德罗夫便因被美國列入《特别指定国民和被封锁人员》制裁而被臉書強行關閉其帳號。

### 家屬
南華早報曾於2020年11月訪問林鄭，林鄭提到她因被美國制裁而不能使用銀行戶口，記者立即問她其家人是否也是同樣諸多不便，林鄭回應「不止那樣」，然後閉上眼睛說：「我不想詳細講。」。

## 其它相關事件

### 林鄭幼子因制裁急返港
2020年8月8日，在林郑月娥被美國財政部宣佈制裁，列入《特別指定國民和被封鎖人員》。《傳真社》報道，正在美國修讀博士學位的行政長官林鄭月娥幼子林約希，因「家有急事」返回香港。其在波士頓的業主表示林約希一直失聯，行蹤不明。

### 鄧炳強等四官火速還清按揭
鄧炳強曾在2020年8月被揭發他在置富花園的按揭在制裁前3天已由匯豐轉至中銀香港，並在短短三個月後的同年11月10日突然以來源不明的資金清還餘下所有按揭。鄭若驊在被制裁不足一個月內還清屯門海詩別墅獨立屋和沙田駿景園單位的兩個物業按揭；劉賜蕙和李桂華亦分別在一個月內還清西半山嘉富臺和藍田麗港城的單位按揭。

## 外部連結
- SDN名單資料庫（页面存档备份，存于）